# Stausebach
Stausebach ist ein Stadtteil von Kirchhain im mittelhessischen Landkreis Marburg-Biedenkopf.

## Geographie
Das kleine Dorf Stausebach mit etwa 500 Einwohnern liegt nordwestlich von Kirchhain am nördlichen Rand des Amöneburger Beckens. Die östliche Grenze der Gemarkung wird teilweise durch den Fluss Wohra markiert, südlich des Ortes führen die Landesstraße L 3089 sowie die Main-Weser-Bahn vorbei. Die Gemarkung des Ortes befindet sich in etwa 190 bis 260 m über NN.

## Geschichte

### Ortsgeschichte
Die älteste bekannte Erwähnung des Ortes erfolgte im Jahr 1268 als Stuzenbach im Urkundenbuch des Klosters Arnsburg, als das Kloster dort Güter erwirbt.
Im Dreißigjährigen Krieg erlitt das Dorf wie die meisten Orte in der Umgebung große Verwüstungen, welche von Caspar Preis in seiner zeitgenössischen Chronik dokumentiert wurden.
Zum 31. Dezember 1971 wurde die bis dahin selbständige Gemeinde Stausebach im Zuge der Gebietsreform in Hessen auf freiwilliger Basis in die Stadt Kirchhain eingemeindet. Für Stausebach, wie für alle ehemals eigenständigen Stadtteile von Kirchhain, wurde ein Ortsbezirk gebildet.

### Verwaltungsgeschichte im Überblick
Die folgende Liste zeigt die Staaten und Verwaltungseinheiten, denen Stausebach angehört(e):
- vor 1803: Heiliges Römisches Reich, Kurmainz, Amt Amöneburg
- ab 1803: Heiliges Römisches Reich, Landgrafschaft Hessen-Kassel, Fürstentum Fritzlar, Amt Amöneburg
- ab 1806: Landgrafschaft Hessen-Kassel, Fürstentum Fritzlar, Amt Amöneburg
- 1807–1813: Königreich Westphalen, Departement der Werra, Distrikt Marburg, Kanton Amöneburg
- ab 1815: Kurfürstentum Hessen, Fürstentum Fritzlar, Amt Amöneburg[6]
- ab 1821: Kurfürstentum Hessen, Provinz Oberhessen, Kreis Kirchhain[7][Anm. 2]
- ab 1848: Kurfürstentum Hessen, Bezirk Marburg
- ab 1851: Kurfürstentum Hessen, Provinz Oberhessen, Kreis Kirchhain
- ab 1867: Königreich Preußen, Provinz Hessen-Nassau, Regierungsbezirk Kassel, Kreis Kirchhain
- ab 1871: Deutsches Reich, Königreich Preußen, Provinz Hessen-Nassau, Regierungsbezirk Kassel, Kreis Kirchhain
- ab 1918: Deutsches Reich, Freistaat Preußen, Provinz Hessen-Nassau, Regierungsbezirk Kassel, Kreis Kirchhain
- ab 1932: Deutsches Reich, Freistaat Preußen, Provinz Hessen-Nassau, Regierungsbezirk Kassel, Landkreis Marburg
- ab 1944: Deutsches Reich, Freistaat Preußen, Provinz Kurhessen, Landkreis Marburg
- ab 1945: Amerikanische Besatzungszone, Groß-Hessen, Regierungsbezirk Kassel, Landkreis Marburg
- ab 1946: Amerikanische Besatzungszone, Hessen, Regierungsbezirk Kassel, Landkreis Marburg
- ab 1949: Bundesrepublik Deutschland, Hessen, Regierungsbezirk Kassel, Landkreis Marburg
- ab 1972: Bundesrepublik Deutschland, Hessen, Regierungsbezirk Kassel, Landkreis Marburg, Stadt Kirchhain[Anm. 3]
- ab 1974: Bundesrepublik Deutschland, Hessen, Regierungsbezirk Kassel, Landkreis Marburg-Biedenkopf, Stadt Kirchhain
- ab 1981: Bundesrepublik Deutschland, Hessen, Regierungsbezirk Gießen, Landkreis Marburg-Biedenkopf, Stadt Kirchhain

### Gerichte seit 1821
Mit Edikt vom 29. Juni 1821 wurden in Kurhessen Verwaltung und Justiz getrennt. Der Kreis Kirchhain war für die Verwaltung und das Justizamt Kirchhain als Gericht erster Instanz für Stausebach zuständig. Nach der Annexion Kurhessens durch Preußen wurde das Justizamt 1867 zum königlich Preußischen Amtsgericht Kirchhain. Auch mit dem Inkrafttreten des Gerichtsverfassungsgesetzes von 1879 blieb das Amtsgericht unter seinem Namen bestehen.

## Bevölkerung

### Einwohnerstruktur 2011
Nach den Erhebungen des Zensus 2011 lebten am Stichtag dem 9. Mai 2011 in Stausebach 489 Einwohner. Darunter waren 9 (1,8 %) Ausländer.
Nach dem Lebensalter waren 96 Einwohner unter 18 Jahren, 228 zwischen 18 und 49, 102 zwischen 50 und 64 und 66 Einwohner waren älter. Die Einwohner lebten in 186 Haushalten. Davon waren 39 Singlehaushalte, 54 Paare ohne Kinder und 75 Paare mit Kindern sowie 12 Alleinerziehende und 3 Wohngemeinschaften. In 21 Haushalten lebten ausschließlich Senioren und in 138 Haushaltungen lebten keine Senioren.

### Einwohnerentwicklung
| Quelle: Historisches Ortslexikon | |
| • 1585:                          | 25 Hausgesesse                                                                                        |
| • 1646:                          | 26 Hausgesesse                                                                                        |
| • 1664:                          | 35 Hausgesesse                                                                                        |
| • 1747:                          | 167 Einwohner                                                                                         |
| • 1838:                          | 277 Einwohner (Familien: 40 nutzungsberechtigte, 3 nicht nutzungsberechtigte Ortsbürger, 8 Beisitzer) |

| Stausebach: Einwohnerzahlen von 1834 bis 2019 | Stausebach: Einwohnerzahlen von 1834 bis 2019 | Stausebach: Einwohnerzahlen von 1834 bis 2019 | Stausebach: Einwohnerzahlen von 1834 bis 2019 | Stausebach: Einwohnerzahlen von 1834 bis 2019 |
| --- | --------------------------------------------- | --------------------------------------------- | --------------------------------------------- | --------------------------------------------- |
| Jahr |                                               |                                               |                                               | Einwohner                                     |
| 1834 | 1834                                          |                                               | 290                                           | 290                                           |
| 1840 | 1840                                          |                                               | 304                                           | 304                                           |
| 1846 | 1846                                          |                                               | 317                                           | 317                                           |
| 1852 | 1852                                          |                                               | 337                                           | 337                                           |
| 1858 | 1858                                          |                                               | 316                                           | 316                                           |
| 1864 | 1864                                          |                                               | 308                                           | 308                                           |
| 1871 | 1871                                          |                                               | 303                                           | 303                                           |
| 1875 | 1875                                          |                                               | 300                                           | 300                                           |
| 1885 | 1885                                          |                                               | 307                                           | 307                                           |
| 1895 | 1895                                          |                                               | 274                                           | 274                                           |
| 1905 | 1905                                          |                                               | 255                                           | 255                                           |
| 1910 | 1910                                          |                                               | 258                                           | 258                                           |
| 1925 | 1925                                          |                                               | 320                                           | 320                                           |
| 1939 | 1939                                          |                                               | 270                                           | 270                                           |
| 1946 | 1946                                          |                                               | 394                                           | 394                                           |
| 1950 | 1950                                          |                                               | 373                                           | 373                                           |
| 1956 | 1956                                          |                                               | 312                                           | 312                                           |
| 1961 | 1961                                          |                                               | 294                                           | 294                                           |
| 1967 | 1967                                          |                                               | 321                                           | 321                                           |
| 1980 | 1980                                          |                                               | ?                                             | ?                                             |
| 1990 | 1990                                          |                                               | ?                                             | ?                                             |
| 2000 | 2000                                          |                                               | ?                                             | ?                                             |
| 2011 | 2011                                          |                                               | 489                                           | 489                                           |
| 2015 | 2015                                          |                                               | 501                                           | 501                                           |
| 2019 | 2019                                          |                                               | 483                                           | 483                                           |
| Datenquelle: Historisches Gemeindeverzeichnis für Hessen: Die Bevölkerung der Gemeinden 1834 bis 1967. Wiesbaden: Hessisches Statistisches Landesamt, 1968. Weitere Quellen: ; Stadt Kirchheim:; Zensus 2011 |                                               |                                               |                                               |                                               |

### Historische Religionszugehörigkeit
| Quelle: Historisches Ortslexikon |                                                                                             |
| • 1861:                          | ein evangelisch-lutherisch, ein evangelisch-reformierter, 309 römisch-katholische Einwohner |
| • 1885:                          | 7 evangelische (= 2,28 %), 300 katholische (= 97,72 %) Einwohner                            |
| • 1961:                          | 6 evangelische (= 2,04 %), 288 katholische (= 97,96 %) Einwohner                            |

### Erwerbstätigkeit
| Quelle: Historisches Ortslexikon | |
| • 1838:                          | Familien: 30 Ackerbau, 19 Gewerbe, 2 Tagelöhner.                                                                                    |
| • 1961:                          | Erwerbspersonen: 87 Land- und Forstwirtschaft, 42 Produzierendes Gewerbe, 17 Handel und Verkehr, 13 Dienstleistungen und Sonstiges. |

## Sehenswürdigkeiten
Die in der zweiten Hälfte des 15. Jahrhunderts im spätgotischen Stil erbaute katholische Filialkirche Mariä Himmelfahrt wurde von 1987 bis 2008 renoviert. Um die Kirche herum sind einige alte Grabsteine aus dem 17. Jahrhundert und jünger platziert, nordwestlich schließt sich der Friedhof an. Nördlich des Ortes befinden sich bronzezeitliche Hügelgräber (teilweise rekonstruiert).

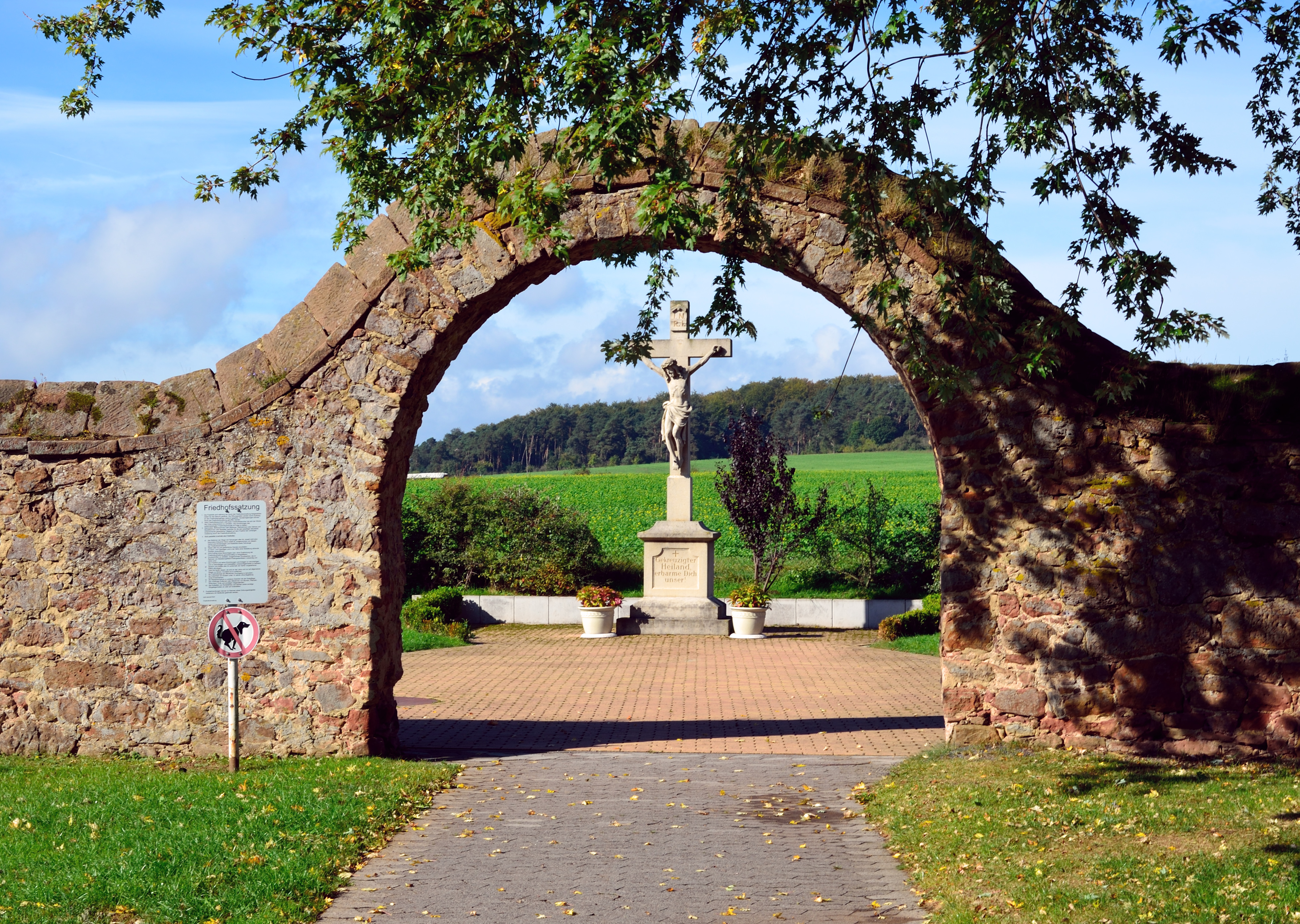
Friedhof Stausebach

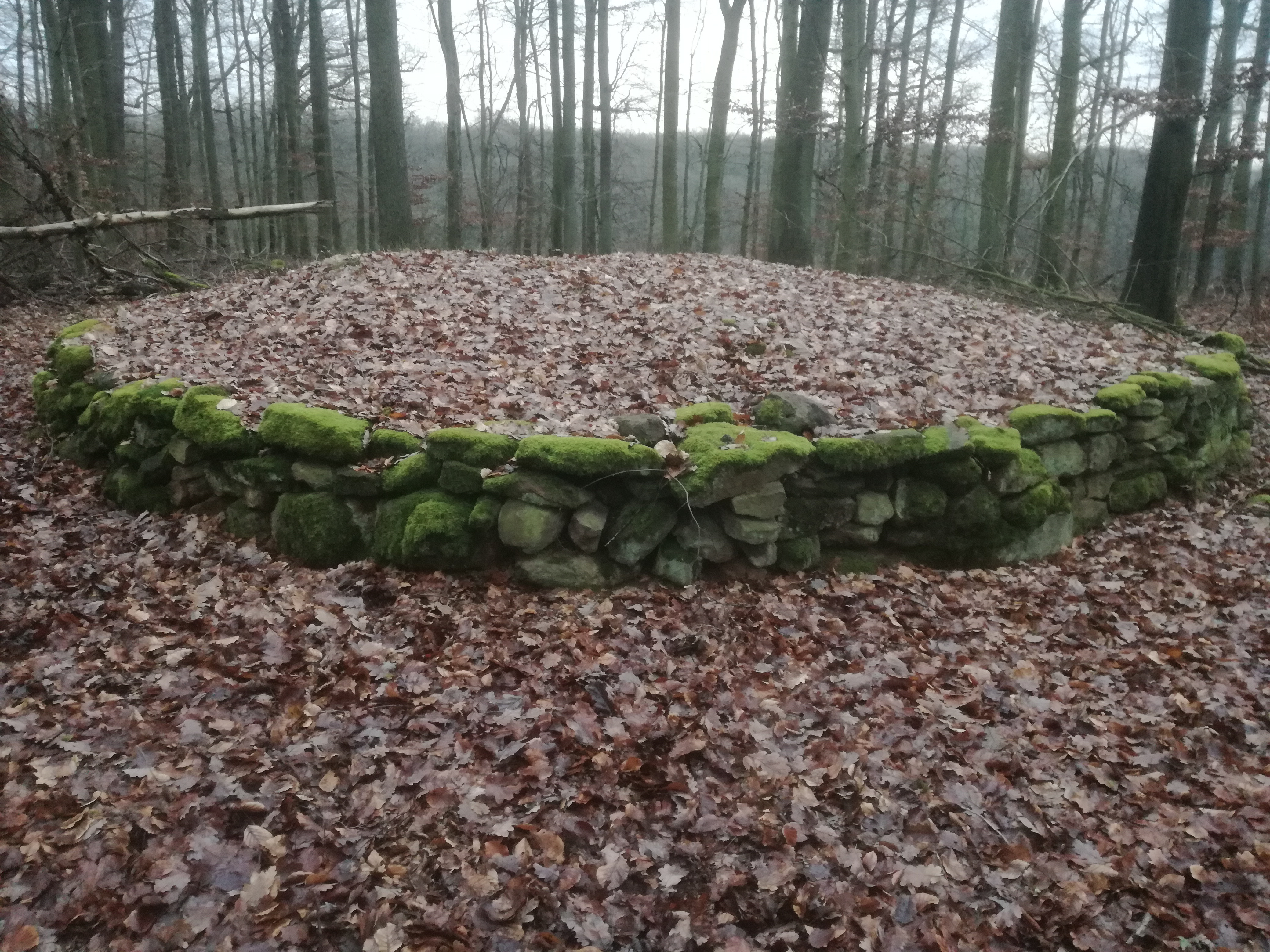
Rekonstruiertes Hügelgrab bei Stausebach

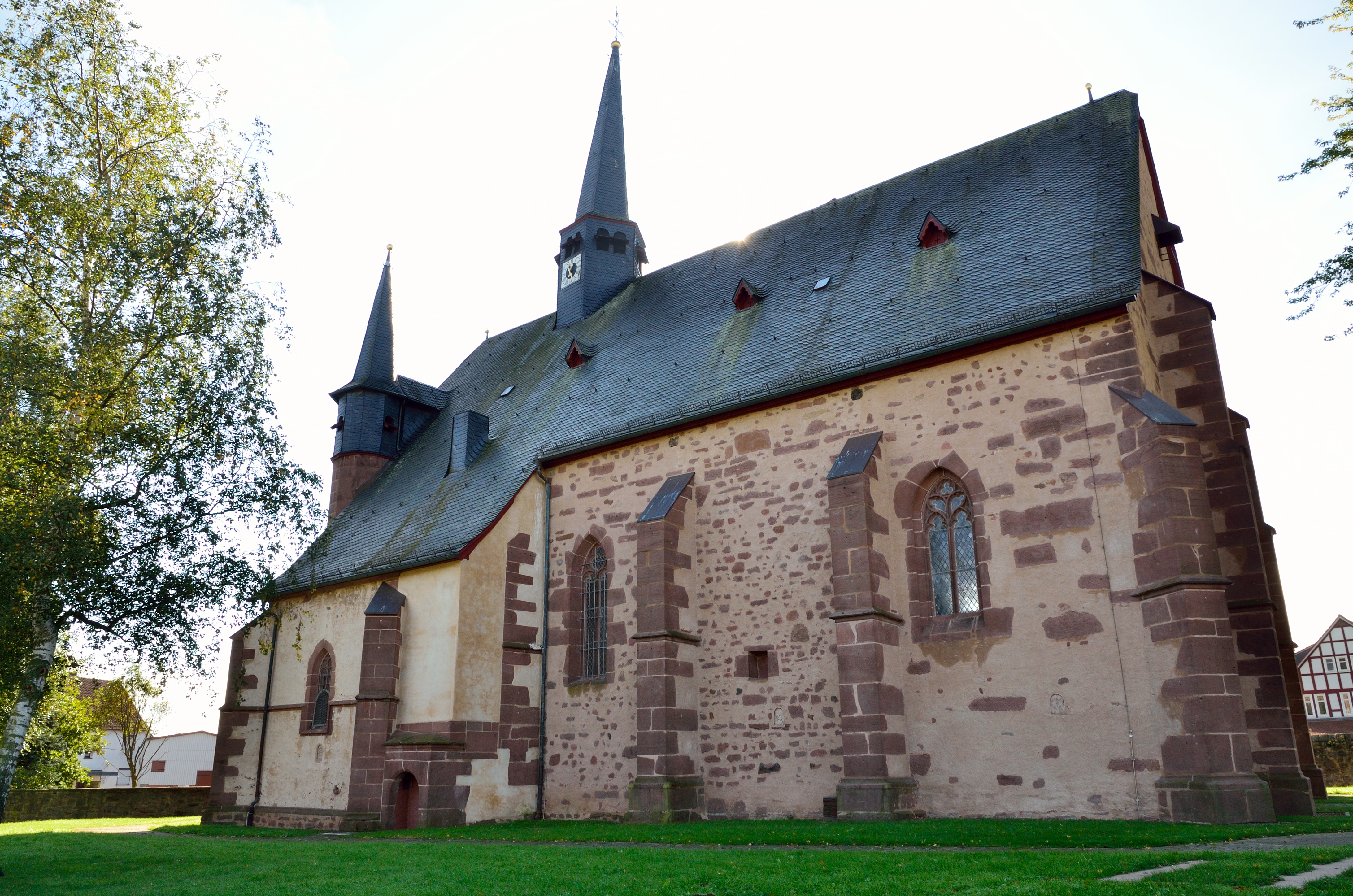
Mariä Himmelfahrt